# Godziszewo (Kokorzyn)
Godziszewo – przysiółek wsi Kokorzyn w Polsce, położony w województwie wielkopolskim, w powiecie kościańskim, w gminie Kościan.
W latach 1975–1998 przysiółek administracyjnie należał do województwa leszczyńskiego.